# Cristo davanti a Pilato (Tintoretto)
Cristo davanti a Pilato è un dipinto del pittore Tintoretto, realizzato tra il 1566 e il 1567, e collocato nella parete sinistra della Sala dell'Albergo della  Scuola Grande di San Rocco a Venezia.

## Descrizione e stile

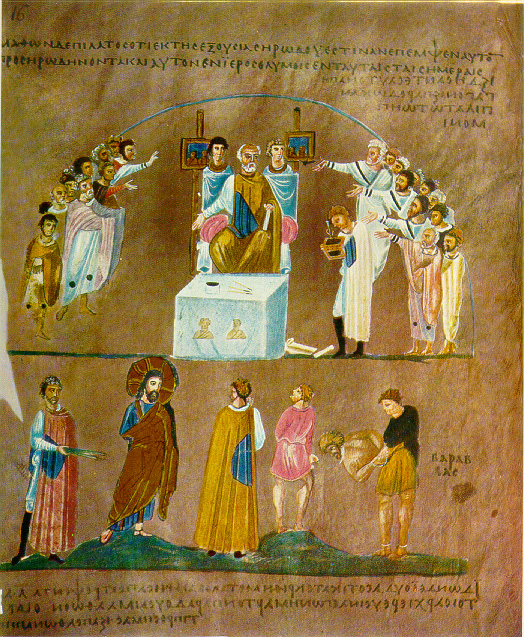
Cristo davanti a Pilato, nel Codex Rossanensis del Museo Diocesano di Rossano

L'opera rappresenta l'episodio del Processo di Gesù in cui egli viene portato davanti al governatore romano Ponzio Pilato dopo la sua comparsa davanti al re di Giudea Erode Antipa. Viene raffigurato vestito con la tunica bianca che lo copriva come un segno di scherno. L'opera del Tintoretto è ispirata ad un'incisione di stampa del tedesco Albrecht Dürer.
Questa scena è scarsamente rappresentata nella storia dell'arte, anche se ci sono esempi come nel Codex Rossanensis del Museo Diocesano di Rossano o l'opera omonima dei pittori Francisco de Osona e Rodrigo de Osona, nel Museo del Prado.
Tuttavia una copia molto simile è presente in un affresco presente nella sala capitolare del santuario della Madonna dei Miracoli in Andria.